# Museo Nacional de Historia Natural de Irlanda
El Museo Nacional de Historia Natural de Irlanda está situado en calle Merrion en Dublín. El museo se inauguró en 1857 y todavía mantiene su aire victoriano. La planta baja está situada la fauna autóctona irlandesa destacando el alce irlandés. En la planta superior se encuentra la conocida colección Blaschka que contiene maquetas de la vida submarina y trofeos de búfalos y otros antílopes. Del techo está colgados dos esqueletos de ballenas, una encontrada en la bahía de Bantry en 1862 y otro de una ballena que quedó encallada en Inishcrone en el condado de Sligo en 1893